# Ceropegia radicans
Ceropegia radicans är en oleanderväxtart. Ceropegia radicans ingår i släktet Ceropegia och familjen oleanderväxter.

## Underarter
Arten delas in i följande underarter:
- C. r. radicans
- C. r. smithii